# 常光寺 (藤沢市)
常光寺（じょうこうじ）は、神奈川県藤沢市本町四丁目にある浄土宗の寺院。山号は、八王山。正式名は「八王山 摂取院 常光寺」。鎌倉光明寺の末寺だった。

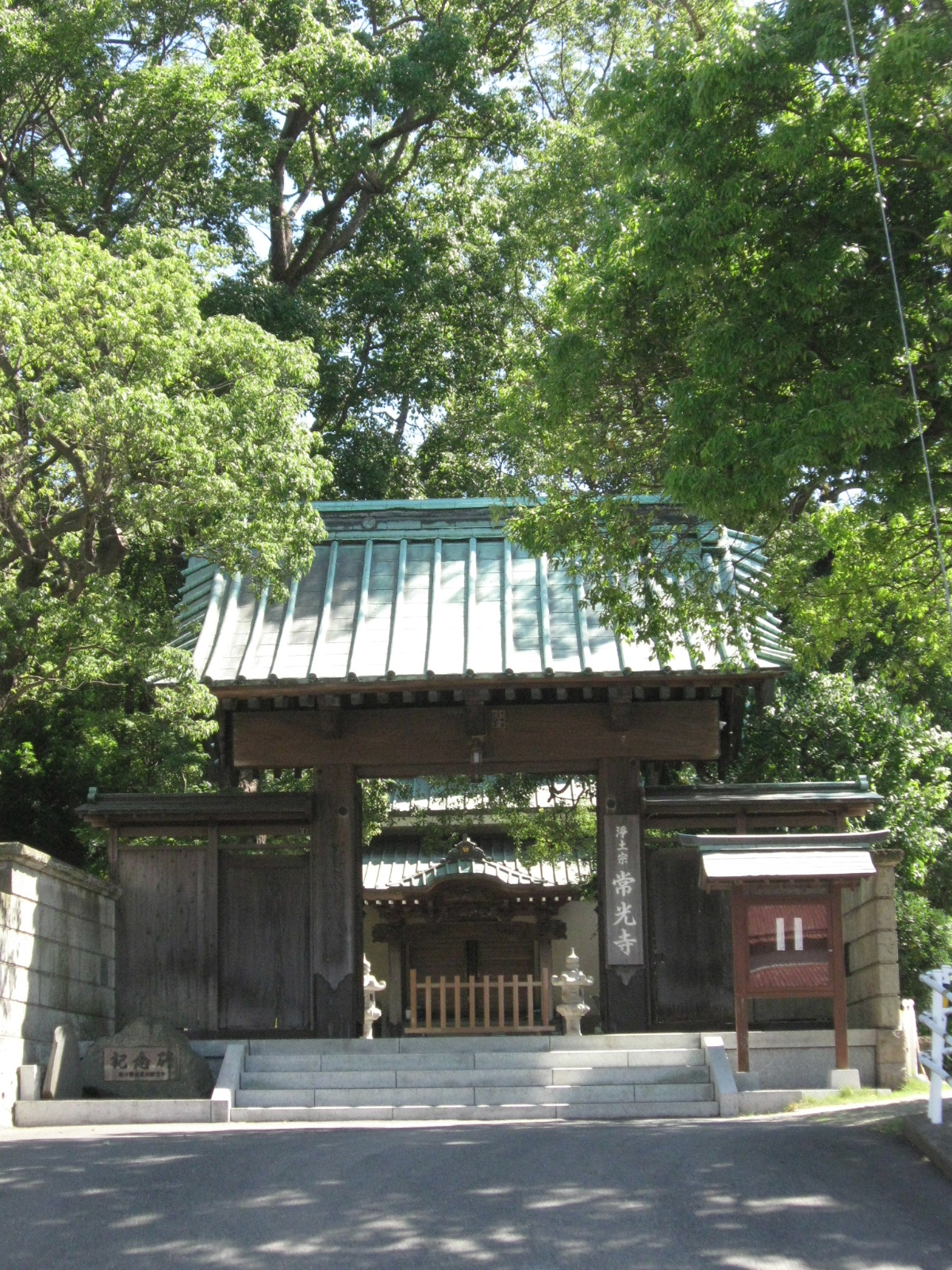
常光寺 山門

## 本尊
本尊は阿弥陀三尊立像で、中尊阿弥陀如来は像高99センチメートル、全高204センチメートル、印相は上品下生の来迎印を結んでいる。南北朝頃の作でもとは鎌倉扇ヶ谷阿弥陀堂奉安仏の阿弥陀如来。両脇侍は後世（江戸時代頃）の作。

## 歴史
- 元亀3年（1572年） - 光明寺二十七世の明蓮社光誉（西隠）が創立。
- 享保年間（1716年 - 1736年） - 遵冏が中興再建。
- 明治5年（1872年）に藤沢駅邏卒屯所（警察署）が一時期、設置された。

## 文化財
藤沢市指定彫刻
- 木造阿弥陀如来立像 - 1998年（平成10年）2月12日市指定。
- 木造地蔵菩薩立像 - 像高91.5センチメートル、割矧造、玉眼入、漆伯、衣彩色、南北朝時代作、宋風、大庭の廃寺より施入。2016年（平成28年）2月1日市指定。

藤沢市指定有形民俗文化財
- 万治2年庚申供養塔 - 1977年（昭和52年）4月13日市指定。
- 寛文9年庚申供養塔 - 1977年（昭和52年）4月13日市指定。

藤沢市指定天然記念物
- 常光寺の樹林 - 1984年（昭和59年）に「かながわ名木100選」に選定されたカヤの木を中心に藤沢宿の名残を残す。1976年（昭和51年）4月15日市指定。

## 著名人の墓
- 野口米次郎 - 詩人
- 徳山璉 - 歌手

## 所在地情報
所在地
- 神奈川県藤沢市本町四丁目5番21号

交通
- 鉄道
  - 藤沢本町駅（小田急電鉄江ノ島線） - 徒歩で約8分

- 道路
  - 国道467号

## その他
- 弁慶塚 - 武蔵坊弁慶の首塚跡と伝わる寺の裏にある塚（北緯35度20分48.3秒 東経139度28分52.5秒 / 北緯35.346750度 東経139.481250度）。首塚は新編相模国風土記稿が成立した頃には廃絶しており、その頃は白旗神社の社領で、八王子権現が祀られていた[2]。
- 亀女の墓 - 美人で藤沢の阿亀（おかめ）と麦搗唄にも唄われたほどの娘がいたが短命で、17歳の時に百日咳で亡くなった。石碑には地蔵の立像が彫られ、寛文五年乙の巳九月十五日とある。咳に苦しむものが祈願に訪れたという[10]。
- 藤沢七福神 - 福禄寿

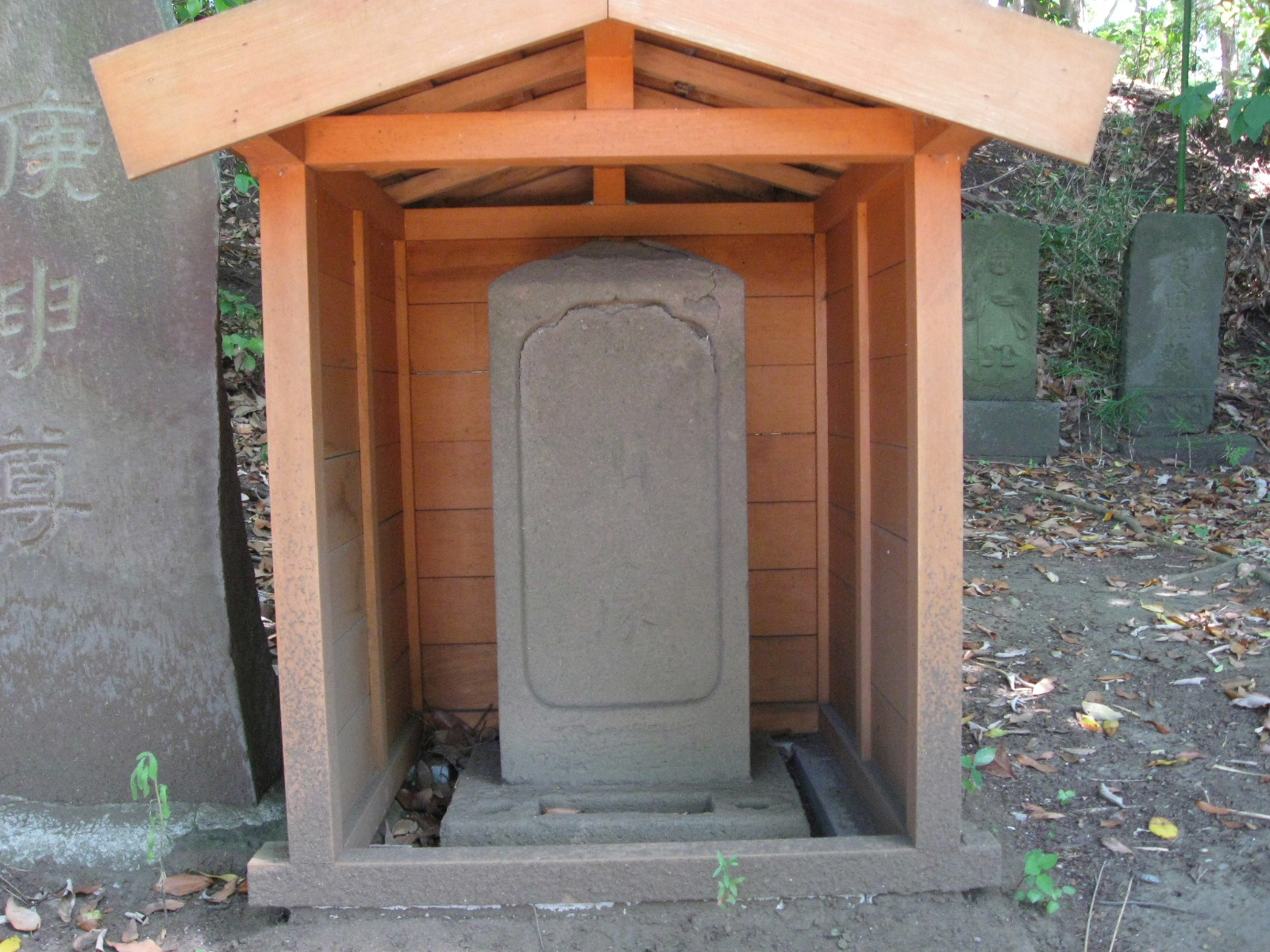
弁慶塚